# Игровые приёмы и процедуры
Игровые приемы и процедуры (их также называют блиц-играми, мини-играми) относятся к методам активного обучения и включают игровые действия или отдельные, единичные элементы активизации незначительной или дискретной продолжительности, не имеющие сложных правил, с примитивной процедурой действий конкретных участников и коротким контролем времени. Организуемые со всей аудиторией (редко) или при непосредственном участии только отдельных её представителей, чаще всего по личному желанию (В. Н. Кругликов, 1998).
Главная цель применения игровых приемов и процедур во включении непроизвольного внимания, переход на «субъектное» отношение к происходящему и(или) позитивные изменения эмоционального отношения обучаемых к учебной информации или самому процессу обучения (В. М. Букатов, 1997). Используются в основном для активизации традиционных форм занятий.

## Виды игровых приемов и процедур
В зависимости от типа реализуемых преподавателем игровых отношений со слушателями выделяют открытые, закрытые игровые приемы (Аллахвердов В. М., 1988) и интерактивные (Букатов В. М., 2010)
- Открытым считается прием, при применении которого преподаватель ставит перед слушателями именно ту педагогическую задачу, которую он на самом деле собирается решать.
- Закрытым, когда условность, задаваемую приемом, ощущает только преподаватель, а слушатели работают «всерьез». Иными словами, когда преподаватель прибегает к манипуляции.
- Возможно использование и полуоткрытых игровых приемов. В этом случае условность ситуации неявно подразумевается слушателями или вскрывается преподавателем сразу после проведения приема.
- Интерактивными являются приемы, обеспечивающие непредсказуемость результатов за счёт активной креативности и субъектности деятельности участников, при строгом соблюдении добровольно принятых «игровых рамок»

Характерными примерами самых простых (примитивных) игровых приемов являются ситуации, когда обучающий задает аудитории вопросы, типа «Кто может ответить на такой вопрос….?», «Кто знает почему…..?», «Кто может мне возразить…?» (эти вопросы можно отнести к приемам открытого типа); «Я не помню, подскажите как….?», «Мне прислали несколько занимательных задач, я их еще не решал, давайте попробуем решить вместе?» (варианты манипуляции); «Кто не согласен с этим мнением?», мини-дискуссии преподавателя с обучающимися, лекция вдвоем и другие.
Активность обучаемых даже при использовании примитивных игровых приемов начинает стимулироваться личностными социальными и познавательными мотивами, естественным человеческим стремлением обучающихся к самореализации, самоутверждению. Большой интерес в этом плане представляют игры-провокации и игры-эксперименты.
- Игра-провокация применяется без предупреждения, вызывает сильную эмоциональную реакцию аудитории и, при умелом использовании, позволяет добиться заметного прорыва в рассмотрении отдельного вопроса, термина, категории. Но применение этого приема ограничено. Он не может применяться часто, а подряд только однократно.
- Игра-эксперимент или игра-демонстрация имеет очень большое значение в практике преподавания гуманитарных наук как вариант наглядного доказательства многих положений. При этом испытуемыми выступают слушатели, и такая демонстрация является весьма эффектной.

К этой категории относят такие игровые формы, имеющие дискретную продолжительность, как лекции с запланированными ошибками. В начале лекции преподаватель обращает внимание слушателей на то, что может допустить ошибки и просит их отслеживать и фиксировать. Если такое предупреждение не делается, а ошибки «предусмотрены», значит используется метод лекции-провокации. В конце занятия преподаватель опрашивает и отмечает наиболее внимательных слушателей. На лекции пресс-конференции преподаватель объявляет тему лекции и просит присутствующих задать ему вопросы в письменном виде. После чего он строит лекцию в соответствии с заданными вопросами и по её ходу отвечает на них. Непродолжительный игровой момент — получение вопросов по теме лекции, также обеспечивает повышенное внимание слушателей, ожидающих ответа на свой вопрос.
Особое место занимает социо/игровая «режиссура урока», основанная на герменевтической процедурности  (интерактивной цепочке  заданий-приемов, обеспечивающих  субъектность, индивидуальность и эмоциональность понимания изучаемого материала), она может охватывать как, отдельные эпизоды, так и весь урок (например, сдвоенный). Наличие двигательной активности обучаемых, интенсивно работающих в «малых группах», делает многообразие модификаций «режиссуры урока» выгодным подспорьем для проведения открытых уроков на конкурсах по педагогическому мастерству, распространяя тем самым среди профессионалов новые подходы — релятивные —  к организации учебного процесса в современной школе.